# Минимална работна заплата в Хърватия
Минималната работна заплата в Хърватия е определената минимална заплата, която работодателят може да плати на своя служител и за която служителят може законно да продава труда си. Регулира се от Закона за минималната работна заплата (на хърватски: Zakon o minimalnoj plaći) и се определя като най-ниската месечна заплата за работник на пълен работен ден при 40-часова работна седмица преди данъци.
За служителите, които не работят на пълен работен ден, минималната работна заплата се определя пропорционално на работното им време. Допълнителното обезщетение за извънреден труд, нощен труд, работа в неделя и на официални празници не се включва в минималната работна заплата. Минималната работна заплата се индексира веднъж годишно и е валидна за следващата календарна година.
От 1 януари 2018 г. брутната минимална работна заплата в Хърватия е 3439 хърватски куни (около 460 евро), което е еквивалентно на нетна сума от 2752 хърватски куни (около 370 евро) или 43% от средната месечна заплата. През януари 2018 г. 45 245 работници получават минимална заплата, в сравнение с 80 000 работници през 2014 г.
От 1 януари 2019 г. брутната минимална работна заплата в Хърватия е 3749,80 хърватски куни (506,68 евро), което е еквивалентно на нетна сума от 3000 хърватски куни (405,36 евро) или 44,85% от средната месечна заплата. Брутната минимална заплата през 2019 г. се увеличава спрямо 2018 г. с 310 хърватски куни (41,89 евро) от 3439,80 хърватски куни (464,79 евро) на 3749,80 хърватски куни (506,68 евро), а нетната – с 9%, с 248 хърватски куни (33,51 евро) от 2752 хърватски куни (371,85 евро) до 3000 хърватски куни (405,36 евро). Това е най-високото еднократно увеличение на минималната работна заплата от 2008 г. Хърватското министерство на труда изчислява, че около 37 000 души към този момент са на минимална заплата, и така това увеличение повишава стандартите за населението, което е най-застрашено от бедност. Това са работници в текстилната, кожарската, металургичната и дървообработващата промишленост.
От 1 януари 2021 г. минималната месечна заплата в Хърватия преди данъци е 4250 хърватски куни (или около 560 евро), а чисто след данъци – 3400 хърватски куни (или 450 евро). Сред 21-те държави членки на ЕС, които регулират минималната заплата, Хърватия е на пето място.
От 1 януари 2022 г. брутната минимална заплата в Хърватия е 4687,50 хърватски куни (623,42 евро), а нетната – 3750 хърватски куни (499,22 евро).
От 1 януари 2023 г. брутната минимална заплата в Хърватия е 700 евро, а нетната – 560 евро.
| Минимална работна заплата | Минимална работна заплата |
| Година                    | Минимална работна заплата |
| ------------------------- | ------------------------- |
| 1996                      | 1024 кун                  |
| 1997                      | 1045 кун                  |
| 1998                      | 1370 кун                  |
| 1999                      | 1500 кун                  |
| 2000                      | 1700 кун                  |
| 2001                      | 1700 кун                  |
| 2002                      | 1800 кун                  |
| 2003                      | 1858,50 кун               |
| 2004                      | 1951,25 кун               |
| 2005                      | 2080,75 кун               |
| 2006                      | 2169,65 кун               |
| 2007                      | 2298 кун                  |
| 01.01.2008 – 01.07.2008   | 2441,25 кун               |
| 01.07.2008 – 31.05.2009   | 2747 кун                  |
| 01.06.2009 – 31.05.2010   | 2814 кун                  |
| 01.06.2010 – 31.05.2011   | 2814 кун                  |
| 01.06.2011 – 31.05.2012   | 2814 кун                  |
| 01.06.2012 – 31.05.2013   | 2814 кун                  |
| 01.06.2013 – 31.12.2013   | 2984,78 кун               |
| 01.01.2014 – 31.12.2014   | 3017,61 кун               |
| 01.01.2015 – 31.12.2015   | 3029,55 кун               |
| 01.01.2016 – 31.12.2016   | 3120 кун                  |
| 01.01.2017 – 31.12.2017   | 3276 кун                  |
| 01.01.2018 – 31.12.2018   | 3439,80 кун               |
| 01.01.2019 – 31.12.2019   | 3749,80 кун               |
| 01.01.2020 – 31.12.2020   | 4062,51 кун               |
| 01.01.2021 – 31.12.2021   | 4250                      |
| 01.01.2022 – 31.12.2022   | 4687,50 кун               |
| 01.01.2023 – 31.12.2023   | 700 евро                  |
| 01.01.2024 – 31.12.2024   | 840 евро                  |
| 01.01.2025 – 31.12.2025   | 970 евро                  |